# سامیسونی ویریویری
سامیسونی ویریویری (انگلیسی: Samisoni Viriviri؛ زادهٔ ۲۵ آوریل ۱۹۸۸) بازیکن راگبی ۱۵ نفره اهل فیجی است.
وی به‌همراه تیم ملی راگبی ۷ نفره فیجی به مقام قهرمانی در بازی‌های المپیک تابستانی ۲۰۱۶ رسیده‌است.